# Kanton Ribeauvillé
Ribeauvillé is een voormalig kanton van het Franse departement Moselle.
Het kanton maakte deel uit van het arrondissement Ribeauvillé totdat dit op 1 januari 2015 werd samengevoegd met het arrondissement Colmar tot het het arrondissement Colmar-Ribeauvillé. Op 22 maart van hetzelfde jaar werd het kanton ook opgeheven en werden de gemeenten opgenomen in het kanton Sainte-Marie-aux-Mines.

## Gemeenten
Het kanton Ribeauvillé omvatte de volgende gemeenten:
- Bergheim
- Guémar
- Hunawihr
- Illhaeusern
- Ostheim
- Ribeauvillé (hoofdplaats)
- Rodern
- Rorschwihr
- Saint-Hippolyte
- Thannenkirch